# Deutsche Kriegsgräberstätte Rossoschka
| Friedhof    | Friedhof     |
| ----------- | ------------ |
| Land:       | Russland     |
| Region:     | Wolgograd    |
| Ort:        | Rossoschka   |
| Einweihung: | 15. Mai 1999 |

Die Deutsche Kriegsgräberstätte Rossoschka liegt 37 Kilometer nordwestlich des Stadtzentrums von Wolgograd am Fluss Rossoschka. Sie ist Ruhe- und Erinnerungsstätte für die in der Schlacht von Stalingrad gefallenen, die nicht mehr zu bergenden sowie die vermissten deutschen Soldaten. Sie ist Sammelfriedhof für die Gefallenen im Gebiet von Wolgograd bis Rostow am Don und zwischen Wolga und Don. Auf der anderen Seite der Landstraße wurde die Sowjetische Kriegsgräberstätte Rossoschka angelegt.

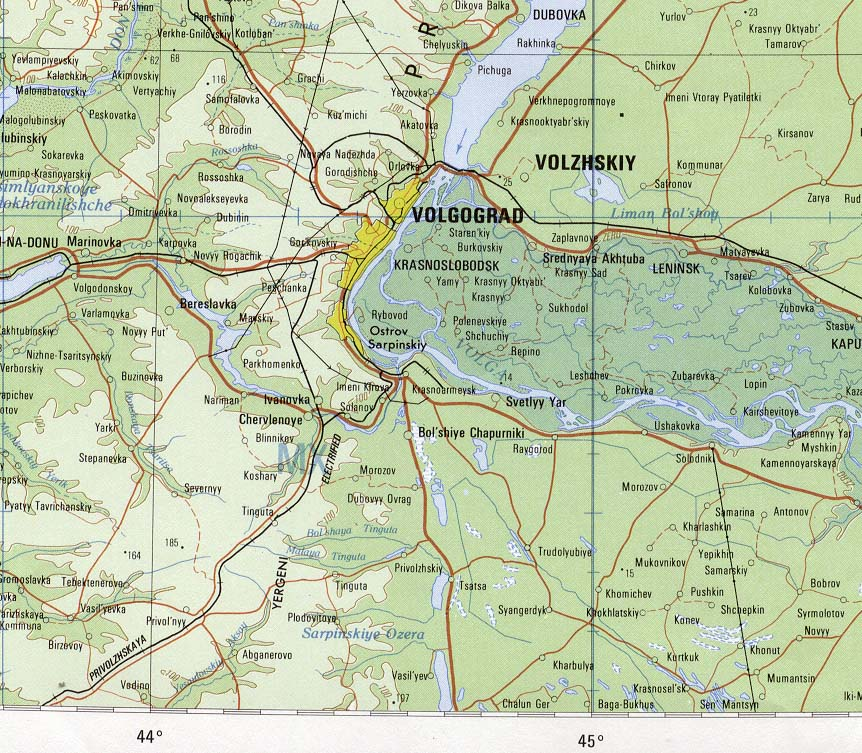
Rossoschka westlich von Wolgograd

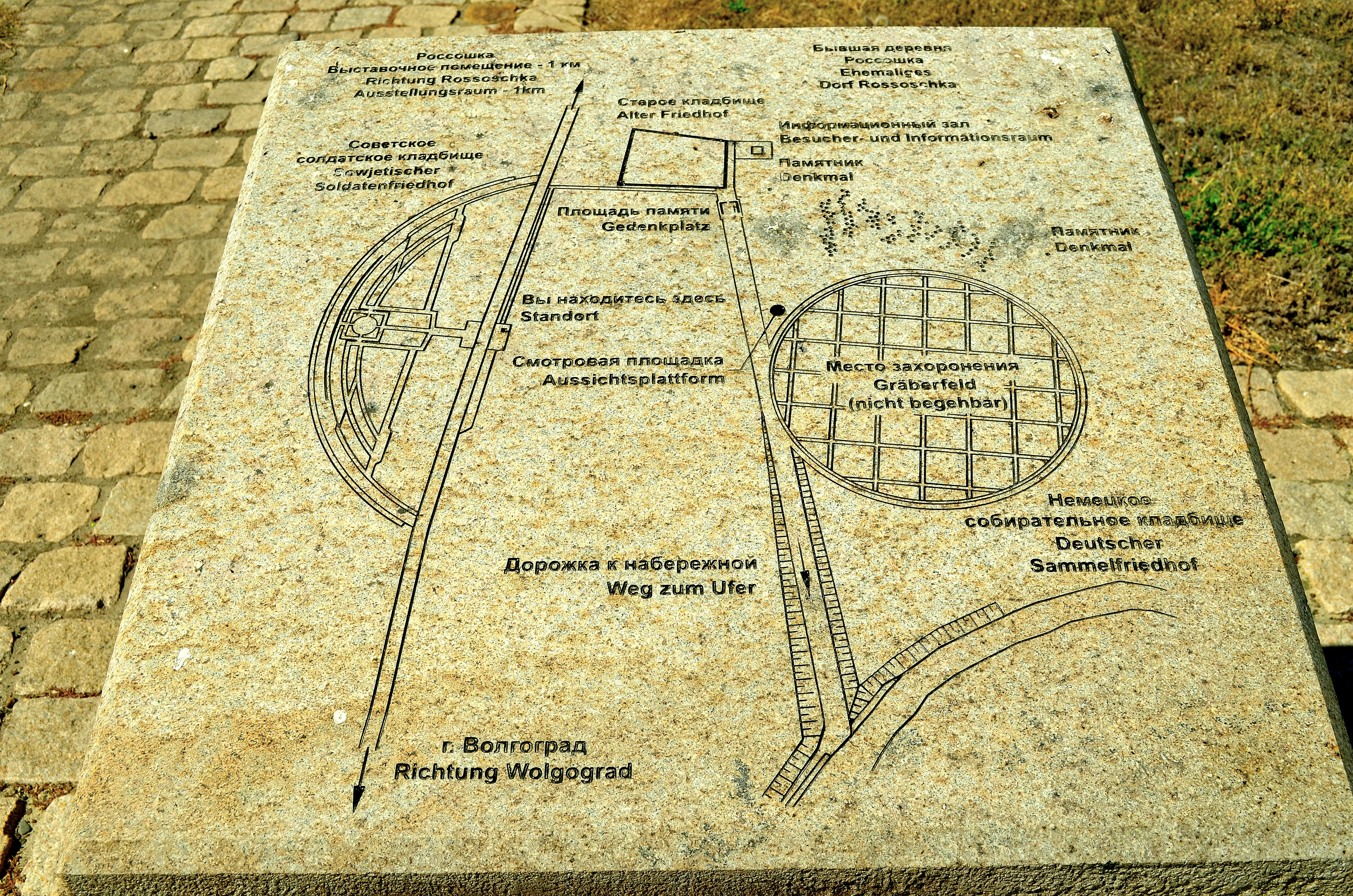
Plan der deutschen und der sowjetischen Kriegsgräberstätte Rossoschka mit ehemaligem Dorf Rossoschka

## Deutsche und Sowjetische Kriegstote in Stalingrad
Die deutschen und sowjetischen Kriegstoten im Raum Wolgograd entstanden durch folgende Situation. Deutsche Truppen und ihre Verbündeten drangen bis Mitte November 1942 bis in die Vororte von Stalingrad und bis nahe an das Wolgaufer vor. Die sowjetische Armee umzingelte in der Operation Uranus ab 19. November 1942 die Stadt Stalingrad und kesselte die deutschen Truppen bei Kalatsch am Don am 22. November 1942 ein. Der Kessel wurde durch Rückzug der deutschen Truppen immer kleiner. Am 31. Januar 1943 kapitulierte der Südkessel, am 2. Februar 1943 der Nordkessel. Die Kriegstoten durch die Kämpfe in Stalingrad werden auf der deutschen Seite auf 169.000 Menschen geschätzt. Die Soldaten erfroren, verhungerten, starben durch Krankheiten sowie durch Kampfhandlungen. Auf sowjetischer Seite verloren etwa eine Million Zivilisten und Soldaten ihr Leben.

## Deutsche Kriegsgräberstätte Rossoschka

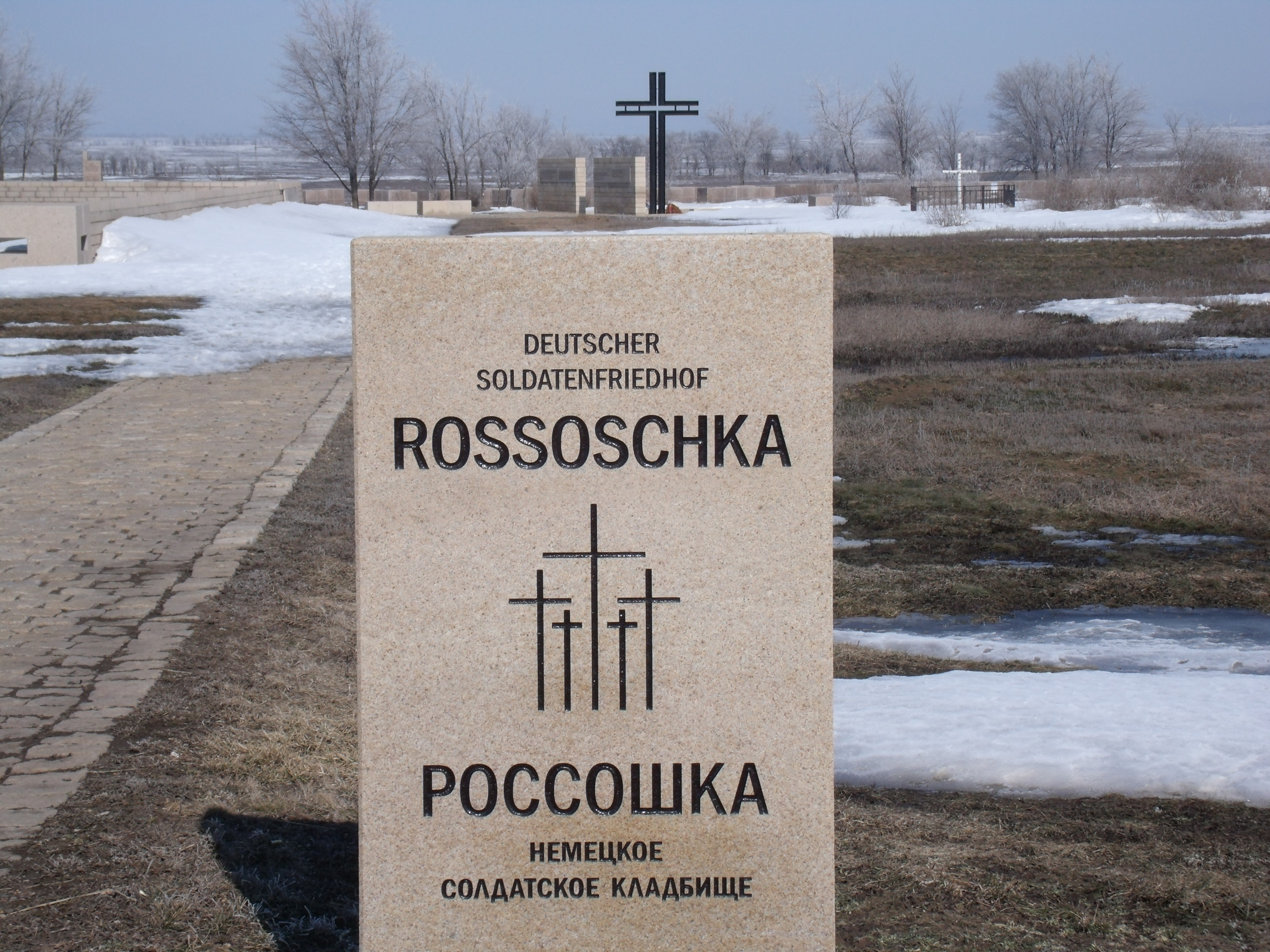
Rossoschka

Das Friedhofsgelände ist 6 Hektar groß. Ein gepflasterter Weg führt zunächst am alten Wehrmachtfriedhof vorbei zum Zentralen Gedenkplatz mit einem Hochkreuz aus Metall und dann zum neuen Sammelfriedhof für deutsche Gefallene.

### Alter Wehrmachtfriedhof von Gumrak

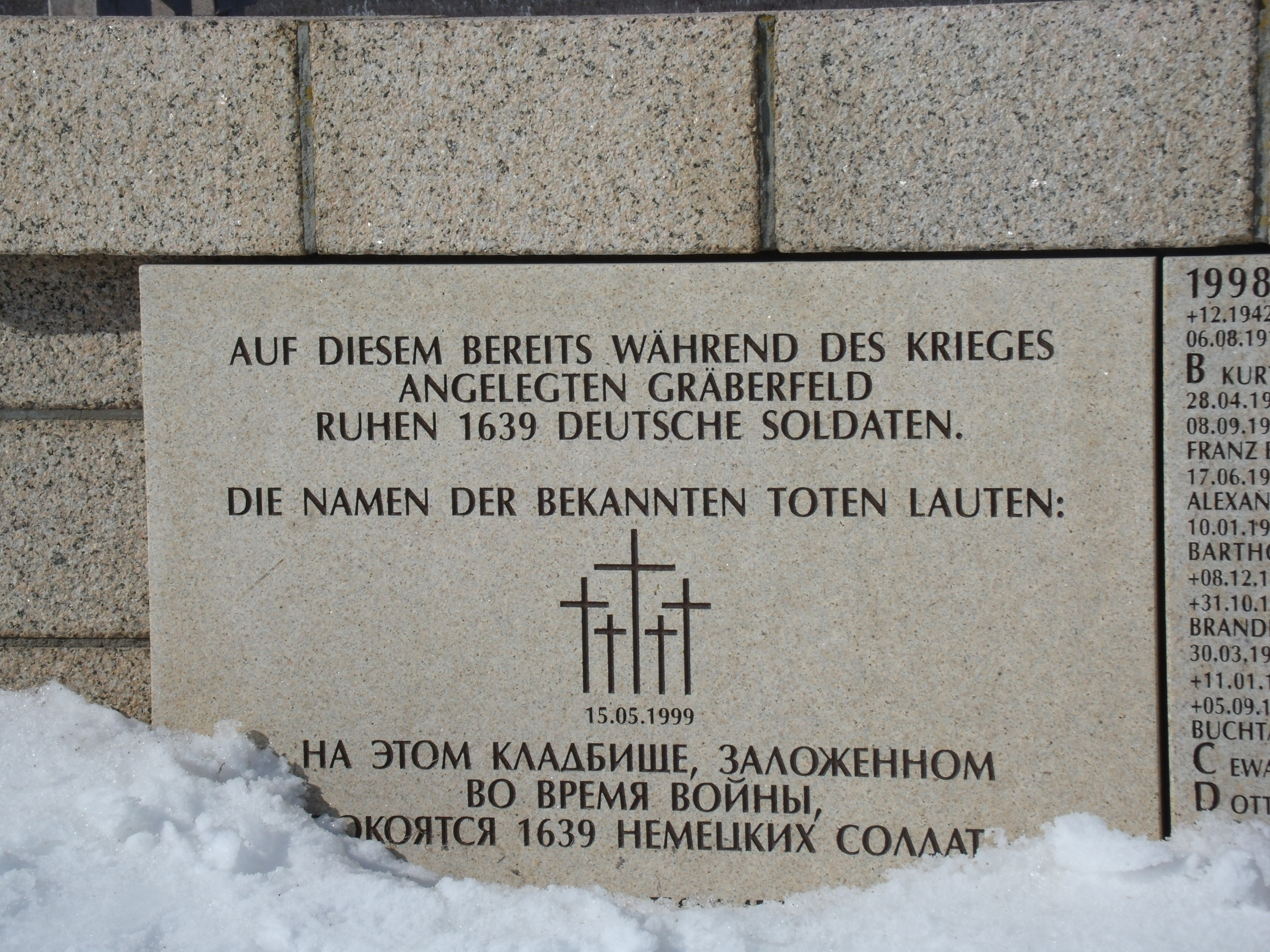
Alter Wehrmachtsfriedhof von Gumrak

In der Nähe des ehemaligen Flugplatzes Gumrak und neben dem alten völlig zerstörten Dorf Rossoschka befindet sich der alte Wehrmachtfriedhof (für rund 600 Gefallene). Er ist als trapezförmiges Areal gestaltet und von einer Natursteinmauer umgeben.

### Neuer Friedhof für deutsche Gefallene

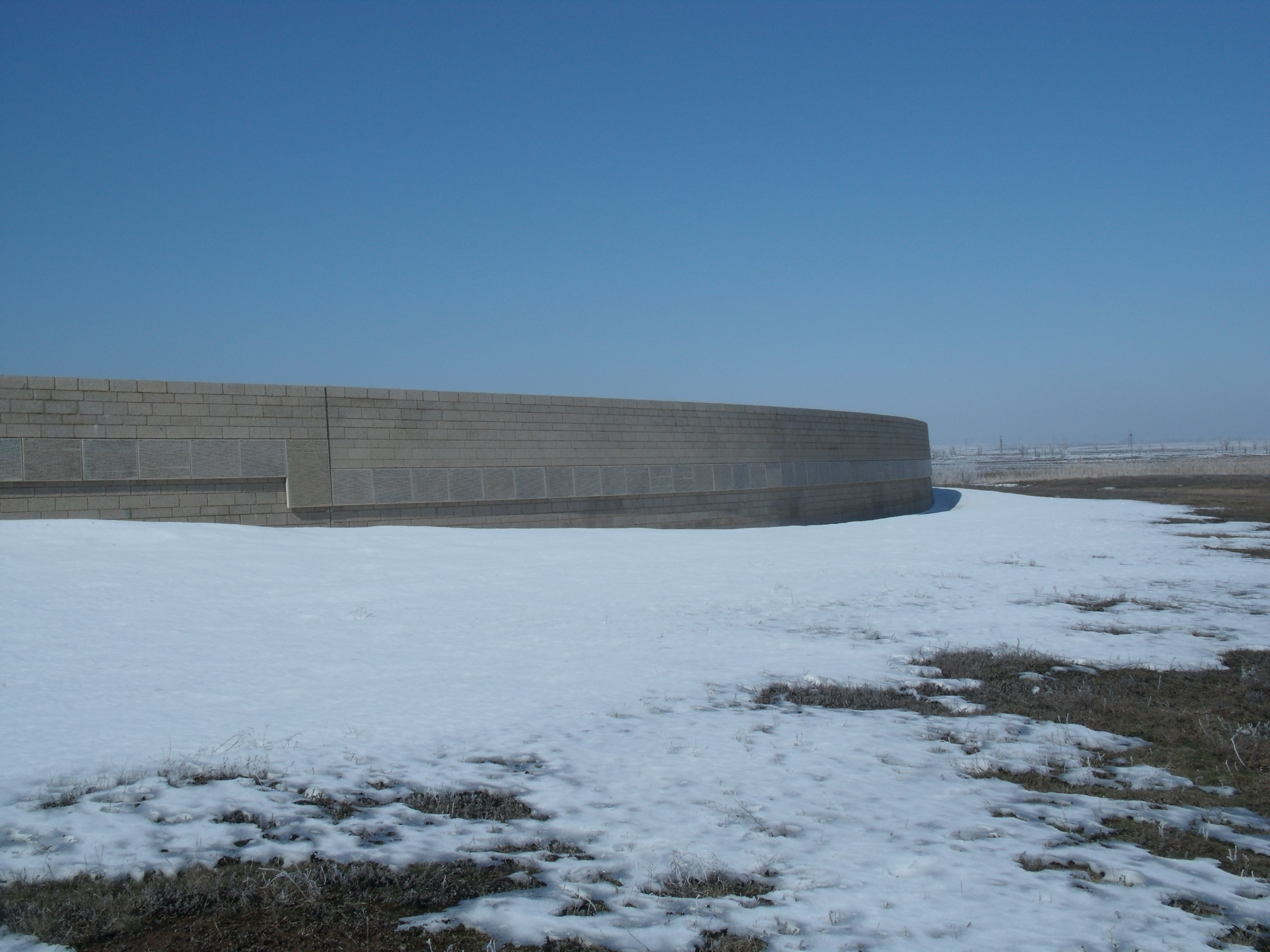
Deutsche Kriegsgräberstätte Rossoschka. Neuer Friedhof.

Der neue Friedhof liegt an einer Schleife des Flusses Rossoschka. Der Friedhof ist kreisförmig und hat einen Durchmesser von 150 Meter. Hier ruhen 61.700 deutsche Gefallene (Stand: Ende 2018) aus dem Gebiet von Stalingrad. Der Friedhof wurde am 15. Mai 1999 eingeweiht. Der Friedhof ist von einer Mauer umgeben, an der die Namen der geborgenen und identifizierten 24.427 Gefallenen eingraviert sind. Um den Friedhof führt ein gepflasterter Weg.

### Gedenken an die nicht mehr zu bergenden Soldaten

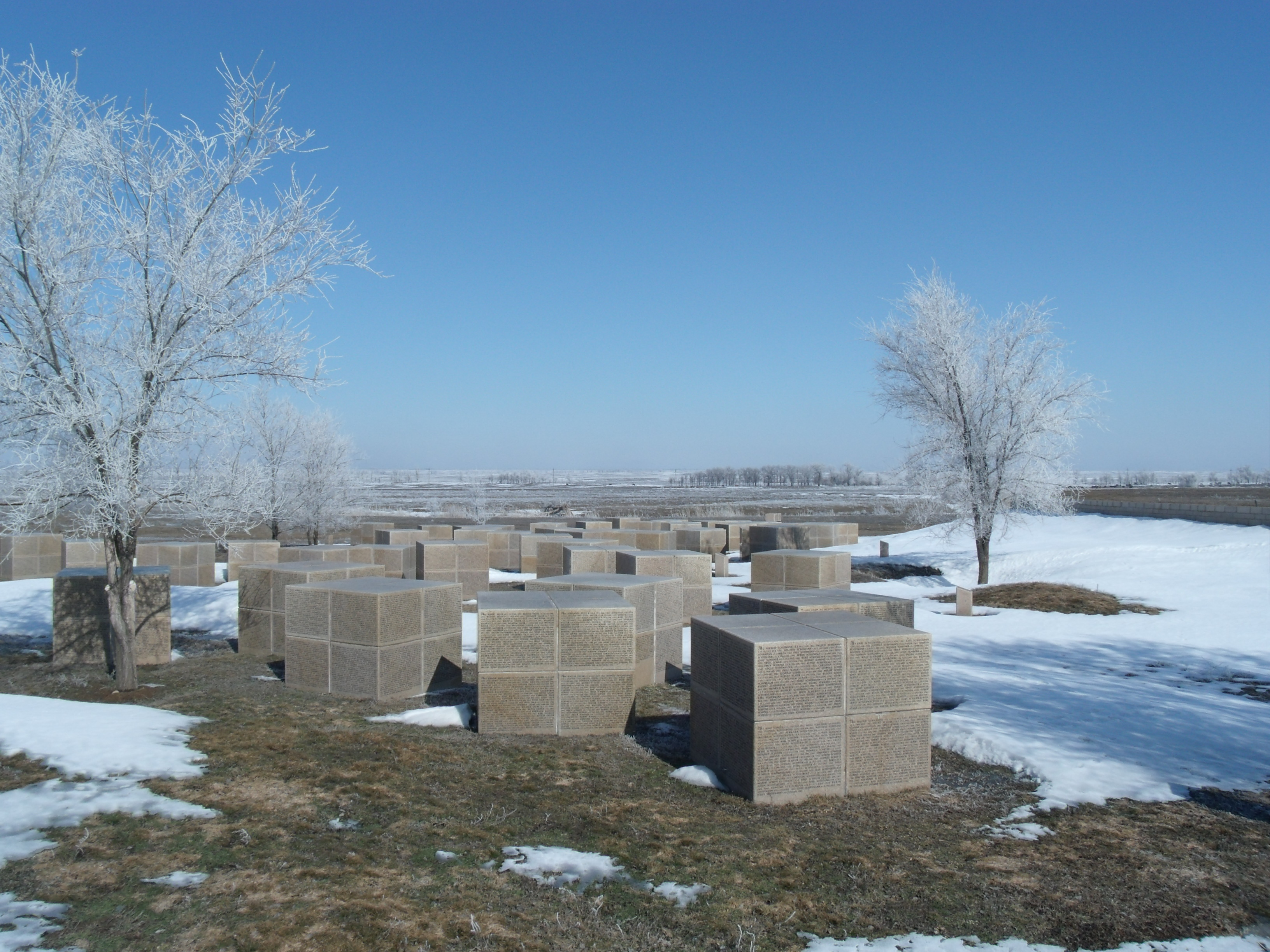
Gedenksteine in der Steppe

An die nicht mehr zu bergenden 14.563 deutschen Soldaten aus dem Wolgograder Stadtgebiet erinnern 17 Würfel aus Granit, auf denen die Namen der Gefallenen in alphabetischer Reihenfolge aufgeführt sind.

### Gedenken an die Vermissten
An die deutschen Vermissten erinnern seit 2006 neben dem kreisförmigen Friedhof 126 große Granitwürfel mit 119.505 Namen. Jeder Würfel trägt 900 Namen von vermissten deutschen Soldaten.

### Gesamtnamensbuch Wolgograd – Rossoschka
In der Nähe des Gedenkplatzes, ca. ein Kilometer vom Dorf Rossoschka entfernt, befindet sich seit 2009 ein Besucherpavillon/Ausstellungsraum, in dem im Gesamtnamensbuch Wolgograd – Rossoschka des Volksbund Deutsche Kriegsgräberfürsorge die 173.055 (Stand 2006) gefallenen und vermissten Stalingradopfer dokumentiert sind. Auch in der frei zugängliche Onlinedatenbank des Volksbundes der gefallenen oder vermissten deutschen Soldaten des Ersten und Zweiten Weltkrieges ist für die toten Stalingradopfer die Grablage, für die vermissten oder nicht mehr zu bergenden der entsprechende Granitwürfel genannt.

## Gedenkstein an Rossoschka
An die 22 vermissten und gefallenen Bewohner der völlig zerstörten Dörfer Groß- und Klein-Rossoschka erinnert ein Gedenkstein.

## Russische Kriegsgräberstätte Rossoschka

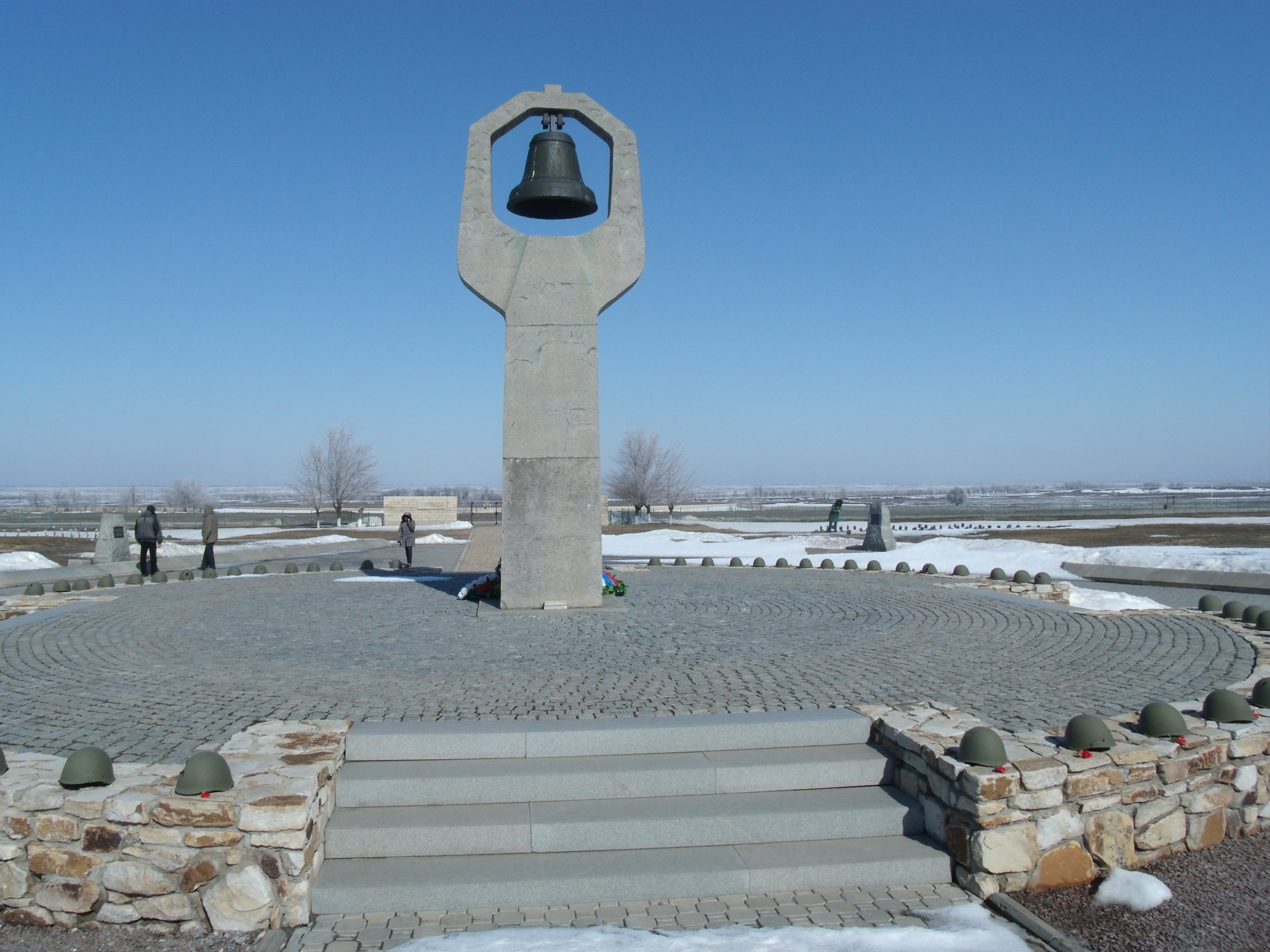
Russische Kriegsgräberstätte Rossoschka

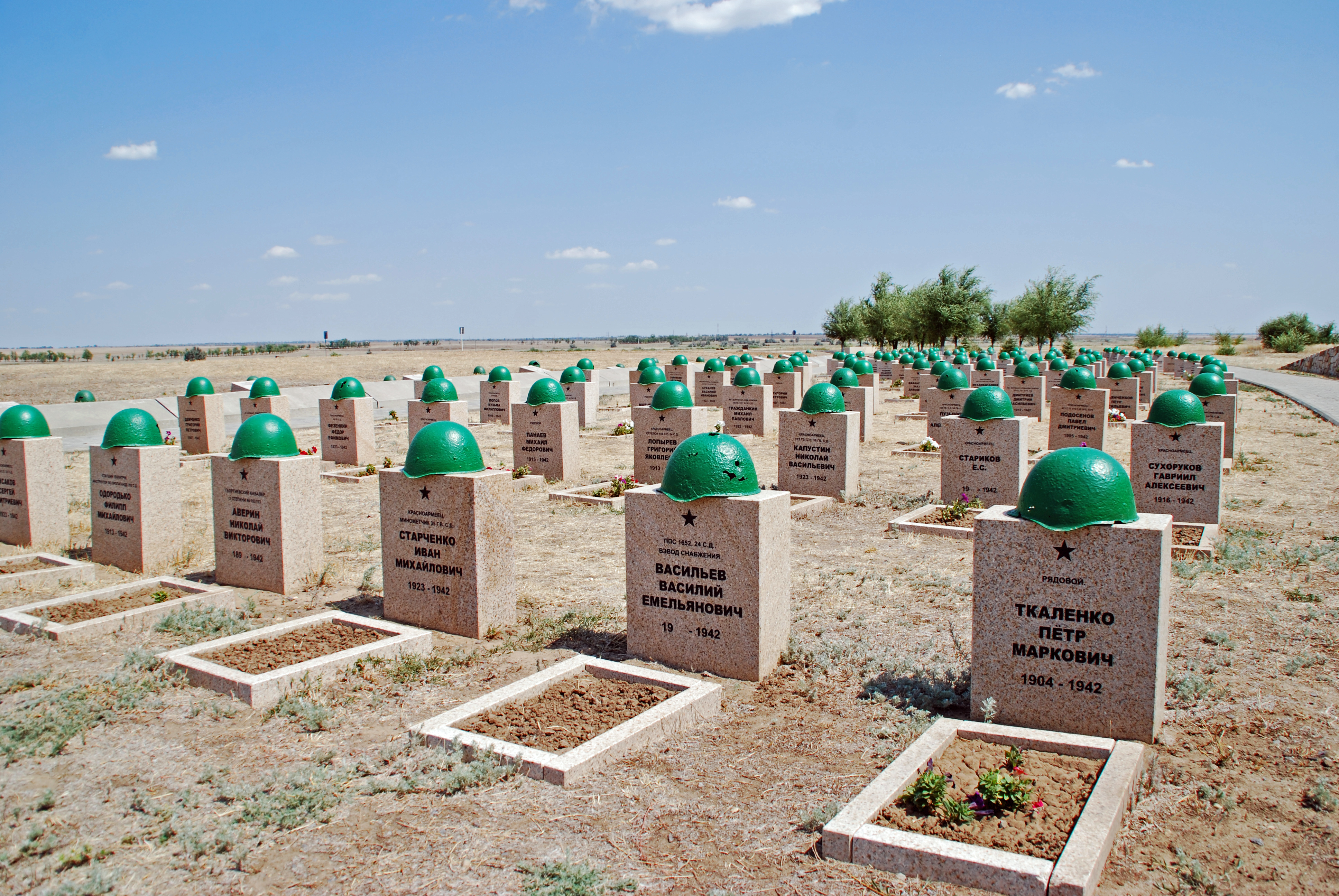
Russische Kriegsgräberstätte Rossoschka

Im Jahr 1997 wurde gegenüber der deutschen Kriegsgräberstätte, nur durch eine schmale Landstraße getrennt, ein halbkreisförmiger Friedhof für 20.000 sowjetische Gefallene (Stand: 2019) mit Unterstützung des Volksbundes Deutsche Kriegsgräberfürsorge angelegt. Hunderte von Toten ruhen in den Grabstätten, die mit grünen Helmen auf Granitsteinen gekennzeichnet sind. Tausende Tote ruhen in einem Massengrab. Die russische Kriegsgräberstätte wird überragt durch einen freistehenden Glockenturm, in dem die originale Glocke des zerstörten Dorfes Rossoschka aufbewahrt ist.
Die Mutter-Heimat-Statue (Wolgograd) auf dem hart umkämpften Mamajew-Hügel ist die zentrale russische Gedenkstätte für die Schlacht von Stalingrad und an die sowjetischen Kriegsgefallenen in Wolgograd.

## Friedenskapelle als Verbindung der beiden Kriegsgräberstätten

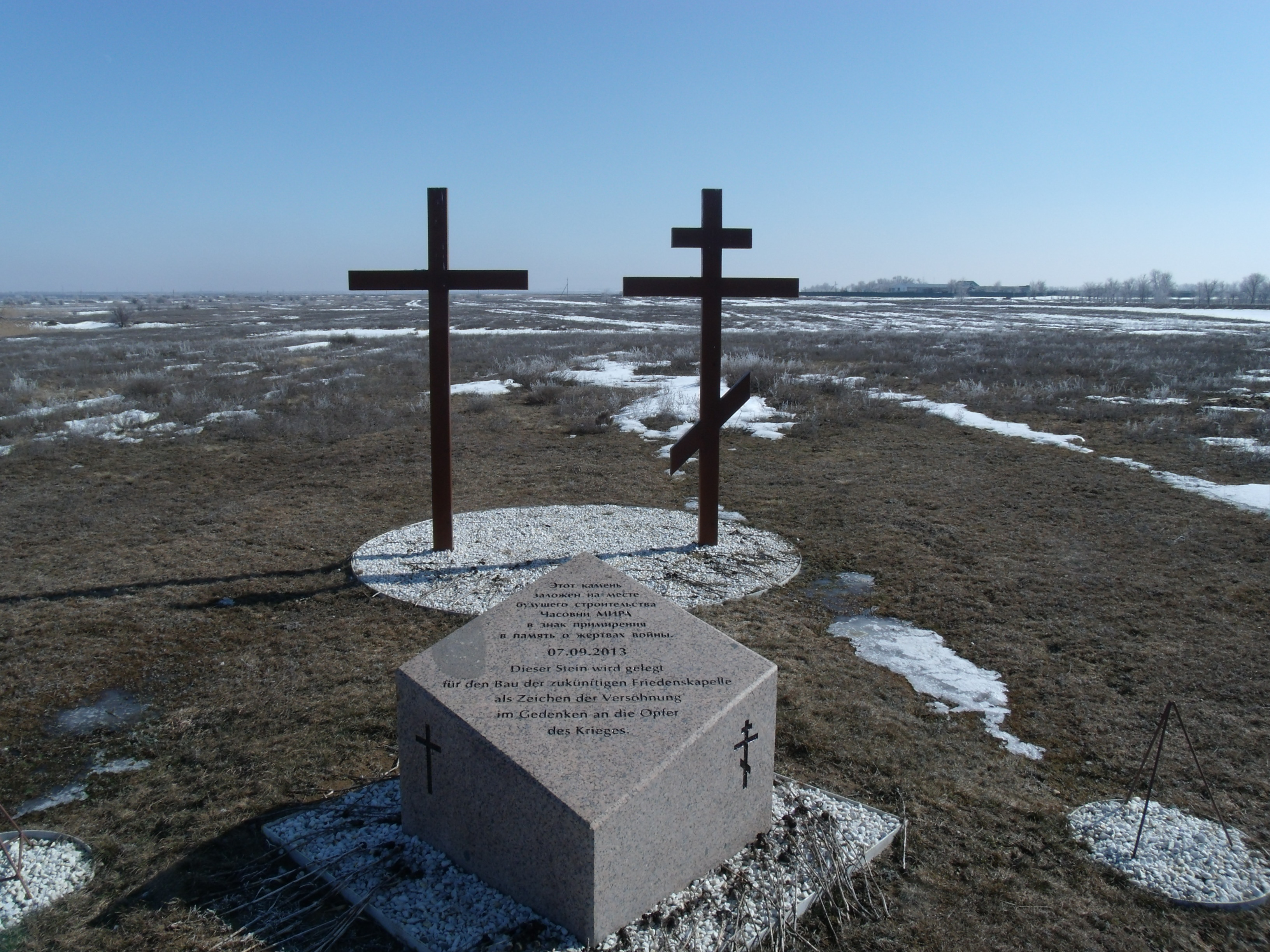
Standort der künftigen Friedenskapelle

Die Friedenskapelle von Rossoschka des Kasseler Architekten von Reuß verbindet die Mitten der deutschen und russischen Kriegsgräberstätten. Der Grundstein wurde 2013 gelegt, die Einweihung fand am 7. September 2016 statt. Eine der Sandsteinmauern der nach oben offenen Kapelle mit west-christlichem Symbol weist auf den deutschen Friedhof, eine zweite mit ostchristlichem orthodoxen Symbol weist auf den sowjetischen Friedhof. An der Zeremonie nahmen Veteranen, Diplomaten und Geistliche aus Russland und Deutschland und eine Klasse aus der Partnerschule in Deggendorf teil.

## Versöhnung über den Gräbern
Durch den gemeinsamen Friedhof soll die Versöhnung zwischen den Völkern verstärkt werden. Im Sinne der Verständigung und Freundschaft arbeiten in sogenannten Workcamps deutsche und russische Jugendliche an der Pflege der Grabsteine, Granitwürfel und Wege und heben für die Umbettung von deutschen und sowjetischen Soldaten neue Grabstellen aus. Der Dialog zwischen deutschen und russischen Veteranen hat das gegenseitige Verständnis gefördert. Reisegruppen mit Angehörigen besuchen regelmäßig die Kriegsgräberstätte Rossoschka.

## Filmaufnahmen
- Russland, mein Schicksal, Teil 3 von 3. Gezeigt in der ARD am 3. Januar 2013, 21:45–22:30 Uhr. Gemeinschaftsproduktion ARD 2013. (In der letzten Sequenz des Films über Zarizyn – Stalingrad – Wolgograd werden in Rossoschka die Gedenkwürfel für die vermissten deutschen Soldaten, der Friedhof für die sowjetischen Gefallenen und die Dimension der Gesamtanlage der Kriegsgräberstätte gezeigt.)
- Rossoschka (Video nicht mehr verfügbar) (Gedenkstätte für die Dorfbewohner, Deutsche Kriegsgräberstätte mit altem Friedhof, neuem Friedhof, Würfel mit den Namen der Vermissten).
- Wolgograd, Stalingrad, Rossoschka, Mutter Heimat, Haus Pawlov, alte Mühle (Wolga, Gedenkstätten Stalingrad, Rossoschka)
- volksbundtv: Luftaufnahmen der Kriegsgräberstätte Rossoschka | Volksbund bei YouTube